# Ciocalypta oscitans
Ciocalypta oscitans är en svampdjursart som beskrevs av Hooper, Cook, Hobbs och Kennedy 1997. Ciocalypta oscitans ingår i släktet Ciocalypta och familjen Halichondriidae. Inga underarter finns listade i Catalogue of Life.